# Олевск
Оле́вск (укр. Олевськ) — город в Житомирской области Украины. Входит в Коростенский район. До 2020 года был административным центром упразднённого Олевского района.

## Географическое положение
Город расположен на реке Уборть (приток Припяти), в 180 км от Житомира.

## История
Территория современного Олевска была заселена с эпохи неолита в IV тысячелетии до нашей эры, о чём свидетельствуют находки кремнёвых орудий. Недалеко от Олевска было исследовано 17 погребений и два кургана Есривськой культуры. В северо-восточной части Олевска находится древнерусское городище и курганный могильник.
Около 1667 г. в Олевске одним из польских шляхтичей Немиричем был основан греко-католический Кармелитский монастырь.
«К. Немирич пригласил в Олевск кармелитов и выделил им более 10 тыс. дес. земли. Основав здесь монастырь, кармелиты заставляли местных крестьян работать в своем имении, принимать католичество. В XVIII в. во время массового развертывания гайдамацкого движения в районе Олевск активно действовали отряды народных мстителей. От 1831 Олевск принадлежал к государственным поселениям. Из предприятий действовали только две винокурни. Власти не заботились о благоустройстве села, о здравоохранении и образовании его жителей. Лечебных учреждений здесь не было. Действовало училище на 14 мест при кармелитском монастыре.»
До наших дней монастырь не сохранился.
В городе сохранилась построенная в 1596 г. крестовая в плане 5-главая каменная Николаевская церковь. Принадлежит к наиболее ярким произведениям украинской архитектуры XVI в.
Являлся местечком Овручского уезда Волынской губернии.
В феврале 1924 года Олевск стал местом дислокации 19-го пограничного отряда.

## Население
В 1974 году численность населения составляла 10,2 тыс. человек, в 1989 — 12 323 человека.

### Языковой состав
Родной язык населения по данным переписи 2001 года:
| Язык       | Численность, чел. | Доля     |
| ---------- | ----------------- | -------- |
| Украинский | 10 516            | 96,91 %  |
| Русский    | 304               | 2,80 %   |
| Другие     | 31                | 0,29 %   |
| Итого      | 10 851            | 100,00 % |

## Экономика
Промышленность — в СССР в городе действовали заводы по производству электротехнического фарфора, тракторных деталей, овощесушильный, маслодельный, льнозавод. Предприятия деревообрабатывающей промышленности, хлебозавод, банк.

## Социальная сфера
В городе имеется краеведческий музей, гимназия и три общеобразовательные школы по 11 классов обучения, детско-юношеская спортивная школа, учебно-производственный комбинат, лицей. Также в городе есть дом культуры, библиотека для взрослых и детская библиотека.

## Транспорт
Железнодорожная станция Олевск Юго-Западной железной дороги на линии Сарны — Коростень. Станция является передаточной на Львовскую железную дорогу.

## Известные люди
- В Олевске родился Поташник Семён Израелевич — Герой Украины.
- В Олевске родилась известная актриса театра и кино Люсьена Овчинникова.
- В 1941—1943 годах Олевск был неформальной «столицей» Олевской республики — территории, которую контролировало движение Полесской сечи (УПА) Тараса Бульбы-Боровца.